# کوز ویکتوریا
کوز ویکتوریا (به انگلیسی: Cowes) یک منطقهٔ مسکونی در استرالیا است که در ویکتوریا (استرالیا) واقع شده‌است.